# Yánnis Goúras

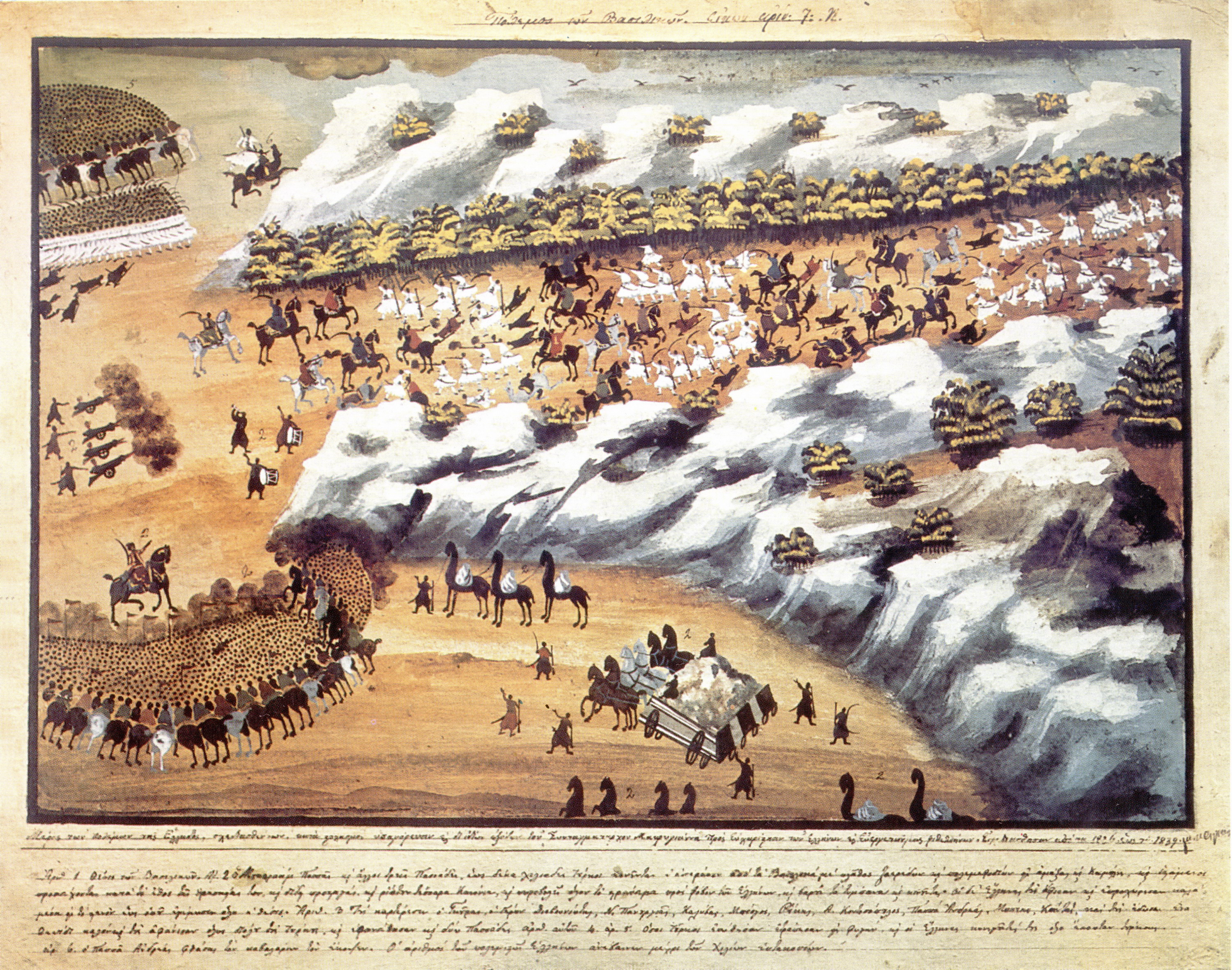
La bataille des Vassilika en 1821, son plus grand succès

Yánnis Goúras (en grec moderne : Γιάννης Γκούρας), né à Gourísta (el) en Phocide en 1791 et mort à Athènes en 1826, fut un protagoniste de la guerre d'indépendance grecque, chef de troupes rouméliotes.

## Biographie
Il fut klephte et armatole, d'abord dans la troupe de Dimítrios Panourgiás (en), un de ses parents, qui l'initia dans l'Hétairie, puis dans la troupe d’Odysséas Androútsos, chef de la région de Livadiá pour le compte d'Ali Pacha ; il devint son lieutenant (protopallikare).
Au début de l'insurrection grecque, il participa avec les 400 hommes de Panourgiás, Papandréas et Maníkas à l'attaque de Sálona le 27 mars 1821, qui se solda par la reddition de la garnison turque après 10 jours de siège. Il participa ensuite avec Androútsos à la bataille du khan de Gravia en mai.
Il s'illustra lors de la bataille de Vassilika au cours de l'été 1821, bien que son propre plan ne soit pas accepté ; les Grecs s'emparèrent d'une colonne de ravitaillement destinée à l'armée ottomane qui occupait l'Attique et menaçait le Péloponnèse.
Yánnis Goúras devint gouverneur de la citadelle d'Athènes en 1822, pour le compte d'Androútsos ; lui et ses lieutenants se livrent à de nombreuses exactions contre la population civile. Il se maria en février 1823 avec la fille d'un primat de sa région d'origine, Asímo Lidoríki (el) dite Daliána.
Il joua un rôle important au cours de la seconde guerre civile en 1824 et début 1825, envahissant la Morée à la tête des troupes rouméliotes fidèles au gouvernement, à l'instigation de Ioánnis Koléttis.
Ayant progressivement rompu avec Androútsos, il fut nommé en 1825 commandant des troupes grecques de l'est de la Roumélie (partie continentale de la Grèce au nord du Péloponnèse) après la chute de son ancien chef. Ce dernier ayant fini par passer dans le camp turc, il fut chargé de son arrestation en avril 1825, le fit emprisonner sur l'Acropole d'Athènes et ordonna secrètement son exécution le 5 juin 1825.
Yánnis Goúras était très proche du général Yánnis Makriyánnis, dont il était probablement le frère juré ; les deux hommes entrèrent cependant souvent en conflit, Makriyánnis lui reprochant notamment ses abus sur la population.
Yánnis Goúras mourut au combat en octobre 1826, au cours du siège d'Athènes par les troupes ottomanes ; sa veuve fut tuée lors du bombardement de l'Érechthéion en janvier 1827.